# Міхаель Румменігге
Міхаель Румменігге (нім. Michael Rummenigge; нар. 3 лютого 1964, Ліппштадт) — німецький футболіст, що грав на позиції нападника. Молодший брат Карла-Гайнца Румменігге.
Виступав за національну збірну Німеччини. Триразовий чемпіон Німеччини. Дворазовий володар Кубка Німеччини. Дворазовий володар Суперкубка Німеччини.

## Клубна кар'єра
У дорослому футболі дебютував 1982 року виступами за команду клубу «Баварія», в якій провів шість сезонів, взявши участь у 152 матчах чемпіонату. Більшість часу, проведеного у складі мюнхенської «Баварії», був основним гравцем атакувальної ланки команди. За цей час тричі виборював титул чемпіона Німеччини, ставав володарем Кубка Німеччини, володарем Суперкубка Німеччини.
Своєю грою за цю команду привернув увагу представників тренерського штабу клубу «Боруссія» (Дортмунд), до складу якого приєднався 1988 року. Відіграв за дортмундський клуб наступні п'ять сезонів своєї ігрової кар'єри. Граючи у складі «Боруссії» також здебільшого виходив на поле в основному складі команди. За цей час додав до переліку своїх трофеїв ще один титул володаря Кубка Німеччини, знову ставав володарем Суперкубка Німеччини.
Завершив професійну ігрову кар'єру в японському клубі «Урава Ред Даймондс», за команду якого виступав протягом 1993—1995 років.

## Виступи за збірні
Протягом 1983–1985 років залучався до складу молодіжної збірної Німеччини. На молодіжному рівні зіграв у 10 офіційних матчах, забив 4 голи.
1983 року дебютував в офіційних матчах у складі національної збірної Німеччини. Протягом кар'єри у національній команді, яка тривала 4 роки, провів у формі головної команди країни лише 2 матчі.

## Досягнення
- Чемпіон Німеччини:

«Баварія»: 1984-85, 1985-86, 1986-87
- Володар Кубка Німеччини:

«Баварія»: 1983-84
«Боруссія» (Дортмунд): 1988-89
- Володар Суперкубка Німеччини:

«Баварія»:  1982, 1987
«Боруссія» (Дортмунд):  1989